# Электроточприбор
ООО "НПО «Электроточприбор»" — приборостроительный завод в Омске, основан в 1941 году.

## История

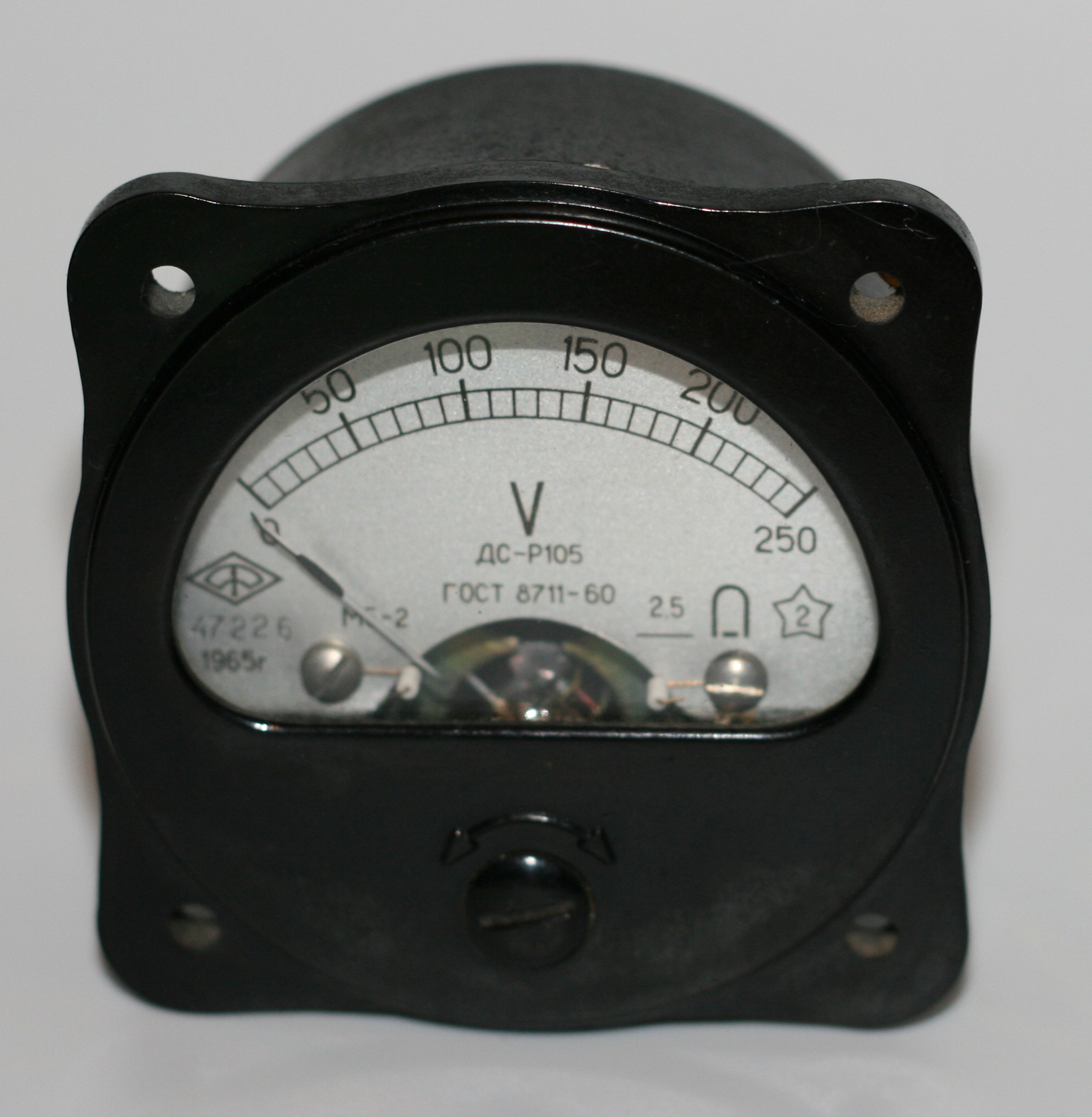
Щитовой вольтметр, тип М5-2, год выпуска — 1965

13 июля 1941 года Государственным комитетом обороны было принято решение об эвакуации Киевского завода электротехнической аппаратуры (КЗЭТА) в Омск. В июле-августе в Омск прибыли эшелоны с людьми (193 работника и 200 членов их семей) и оборудованием. 27 августа выпущена первая военная продукция — неконтактные взрыватели (НВ) для морской мины АГ.
1 сентября 1941 года приказом Народного Комиссариата электропромышленности (НКЭП) СССР заводу присвоено наименование «Омский завод электротехнической аппаратуры — ОмЗЭТА». Этот день считается официальным днем основания завода.
3 октября 1941 года принято решение НКЭП СССР об эвакуации в Омск Краснодарского завода измерительных приборов (ЗИП), в ноябре в город прибывает эшелон из Краснодара с 293 рабочими и служащими.
В феврале-марте 1942 года из Саранска прибыли специалисты (14 человек) Ленинградского института ВИЭП (бывшей Отраслевой лаборатории измерений — ОЛИЗ).
На заводе выпускались неконтактные взрыватели для морских мин «МИРАБ» и авиационных мин АМД-500, щитовые приборы М1, М2, Т4, Т5, приборы для радиостанций — М63 и другие изделия специального назначения.
Объёмы производства измерительных приборов в военный период выросли с 4000 штук в месяц в феврале 1942 года до 140—150 тыс. штук в год в 1943—1945 годах. Всего за годы войны заводом выпущено:
- 5 761 комплект управляющей аппаратуры для авиационных и корабельных мин;
- 10 000 комплектов электроустановок для зенитной артиллерии;
- 17 959 пультов для подрывных машинок;
- 530 тысяч малогабаритных электроизмерительных приборов для оснащения самолётных раций, боевых средств связи и т. д.;
- 5 793 установок для размагничивания кораблей, испытательных корабельных станций, реле, управляющих боевыми средствами и т. п.[7]

В 1946 году коллективу завода было передано на вечное хранение переходящее Красное знамя Государственного Комитета Обороны СССР, не покидавшее завод с ноября 1942 года и до конца войны.
С 1959 года предприятие приступило к выпуску приборов и аппаратуры для ракет-носителей:
- высокочувствительных акселерометров — измерительно-преобразовательных головок (изделие ИПГ типы Ф142, Д142, Д139) для контроля устойчивости полета (по технической документации НИИ-885);
- высотное реле 8В56 (1956—1963), блок высотных реле 8В525 (1960—1962) и аппаратура для их настройки и контроля (по технической документации КБ «Южмаш»);
- специальные пульты 8В521 (1961—1963) и 8Г014 (1959—1962) (по технической документации КБ «Южмаш»).

ИПГ изготовленные заводом устанавливались на ракеты-носители семейства Р7: «Восток», «Восход», «Молния», «Союз», а также Космос-3М и межконтинентальных баллистических ракетах.
Начиная с 1964 года предприятие выпускает горно-шахтное оборудование — сигнализаторы метана СМП-1 (1964 год) и СМС-1 (1975 год), взрывной прибор ИВП-1/12 (1967 год), малогабаритный сигнализатор метана СММ-1 (1974 год), специально для взрывников создан ИМС-1, совмещающий сигнализатор метана и омметр (1976 год).
В 1971 году коллектив завода удостоен высшей награды СССР — ордена Ленина.

### История переименований
- сентябрь 1941 — «Омский завод электротехнической аппаратуры» (ОмЗЭТА)[9]
- с октября 1941 года по 1957 год — «Государственный союзный завод № 634»[10]
- 1957—1964 годы — «завод Омэлектроточприбор»
- 1965—1985 годы — «Завод Электроточприбор»
- 1985—1991 «Производственное объединение Электроточприбор»
- 1991–2005 — Закрытое акционерное общество «ПО Электроточприбор»
- С 2007 года – Общество с ограниченной ответственностью "Научно-производственное объединение «Электроточприбор» "

### Логотип
До 2012 года логотипом компании, которым маркировалась продукция, был ромбовидный знак в левой части современного логотипа.
Ромб является официальным зарегистрированным товарным знаком, которым маркируется вся продукция.

## Продукция
В настоящее время предприятие разрабатывает и выпускает:
- аналоговые электроизмерительные приборы, приборы лабораторные и щитовые общего и специального назначения;
- приборы для электрического взрывания;
- светильники аккумуляторные миниатюрные, светильники-сигнализаторы метана, переносные метансигнализаторы;
- светильники светодиодные взрывозащищенные и других назначений;
- щитовые  цифровые амперметры, вольтметры, ваттметры, варметры, частотомеры.